# Angelo Raffaele Panzetta
Angelo Raffaele Panzetta (Pulsano, 26 de agosto de 1966) é um clérigo católico romano italiano, arcebispo de Lecce desde 18 de junho de 2025.

## Biografia
Nasceu em Pulsano, província e arquidiocese de Tarento, em 26 de agosto de 1966.

### Formação sacerdotal e ministério
Depois do diploma do ensino médio clássico, obtido no liceu de Manduria, e de ter frequentado o seminário menor, ingressou no Pontifício Seminário Regional da Apúlia "Pio XI" de Molfetta, onde concluiu os seus estudos com o bacharelado em teologia.
Em 14 de abril de 1993 foi ordenado sacerdote pelo Arcebispo Benigno Luigi Papa para a Arquidiocese de Taranto.
Em 1993 foi vigário paroquial de Pulsano. De 1993 a 1998, foi secretário pessoal do arcebispo de Taranto e assistente eclesiástico dos médicos católicos e do instituto secular dos Missionários da Realeza de Cristo. Em 1994 foi nomeado diretor do departamento diocesano, depois regional, para a pastoral familiar. No mesmo ano, obteve a licença em teologia moral e em 2000 o doutoramento na mesma disciplina na Academia Alfonsiana com uma tese intitulada Direito natural e a lei da graça no século XVIII. A reflexão de Pasquale Magli. Leciona teologia moral no instituto de ciências religiosas de Taranto, de 1994 a 1998, e no instituto teológico Santa Fara de Bari, de 1996 a 2019.
É pai espiritual do seminário interdiocesano de Poggio Galeso, de 2000 a 2002, e depois do seminário regional de Molfetta, de 2008 a 2011; nos mesmos anos foi professor de teologia moral no instituto teológico Regina Apuliae de Molfetta e vice-diretor do mesmo. De 2006 a 2019 ocupou o cargo de colaborador pastoral em algumas paróquias localizadas em Martina Franca, Montemesola, Taranto e Carosino e foi assistente espiritual diocesano da comunidade “Jesus ama” da Renovação Carismática Católica. Em 2011 foi nomeado reitor do instituto teológico da Apúlia.

### Ministério episcopal

#### Arcebispo de Crotone-Santa Severina

Bispo Panzetta durante a Santa Missa celebrada na igreja de SS. Salvatore no bairro Fondo Gesù de Crotone em 4 de julho de 2020..

Em 7 de novembro de 2019, o Papa Francisco nomeou-o arcebispo de Crotone-Santa Severina; ele sucedeu Domenico Graziani, que renunciou após atingir o limite de idade. No dia 27 de dezembro seguinte recebeu a ordenação episcopal, no pavilhão desportivo "São João Paulo II" de Martina Franca, do arcebispo metropolitano de Taranto Filippo Santoro; os principais co-consagradores foram os arcebispos eméritos Benigno Luigi Papa, de Taranto, e Domenico Graziani, de Crotone-Santa Severina. Em 5 de janeiro de 2020 tomou posse da arquidiocese.
Em julho de 2020 criou o fundo diocesano Talità Kum, que, graças à contribuição dos sacerdotes, servirá para apoiar novas iniciativas de trabalho de jovens entre 18 e 35 anos residentes no território da arquidiocese, tentando assim responder à fome de trabalho das novas gerações. Juntamente com este fundo é também apresentada a convocatória do projeto Policoro, que visa educar os jovens sobre o trabalho digno e acompanhá-los.
Em 15 de setembro de 2021 foi nomeado administrador apostólico de Catanzaro-Squillace, após a renúncia do Arcebispo Vincenzo Bertolone. Exerce este cargo até 9 de janeiro de 2022, dia da entrada do novo arcebispo Claudio Maniago.
No dia 1 de novembro de 2021, foi consagrada a igreja paroquial do Santissimo Salvatore, dedicada a Jesus e Maria, no bairro Fondo Gesù de Crotone, quase 11 anos depois da bênção então concedida pelo Arcebispo Domenico Graziani.
Na Conferência Episcopal Italiana é membro da Comissão Episcopal para a Educação Católica, Escolas e Universidades, enquanto na Conferência Episcopal da Calábria é delegado para a família e a vida e moderador do Instituto Teológico da Calábria "San Pio de Catanzaro".

#### Arcebispo de Lecce
Em 28 de agosto de 2024, o Papa Francisco nomeou-o arcebispo coadjutor de Lecce, onde colaborará na liderança da arquidiocese com Dom Michele Seccia.
Em 18 de junho de 2025, o Papa Leão XIV aceitou a renúncia de Monsenhor Seccia e Panzetta foi nomeado Arcebispo de Lecce.

## Ordenações

### Ordenações episcopais
Foi o principal sagrante dos seguintes bispos:
- Fortunato Morrone (2021)
- Serafino Parisi (2022)

E foi consagrante de:
- Francesco Neri, O.F.M.Cap. (2023)